# American Horror Story: NYC
American Horror Story: NYC é a décima primeira temporada da série de televisão American Horror Story, do FX. A temporada estreou em 19 de outubro de 2022 e terminou em 16 de novembro de 2022.
Os membros do elenco que retornam de temporadas anteriores incluem Billie Lourd, Denis O'Hare, Leslie Grossman, Sandra Bernhard, Isaac Powell, Zachary Quinto e Patti LuPone, junto com os novos membros de elenco Russell Tovey, Joe Mantello e Charlie Carver.

## Sinopse
Em 1981, mortes e desaparecimentos de gays estão tomando conta da cidade de Nova Iorque, o principal suspeito é um homem alto que usa roupas de couro conhecido como Big Daddy. O detetive Patrick Read e o repórter Gino Barelli estão investigando para descobrir a identidade de quem está por de trás desses crimes. Durante a investigação, eles descobrem que estão sendo atacados pelo assassino do Mai Tai. Enquanto isso, a doutora Hannah Wells descobriu que um novo vírus está se espalhando entre a população de cervos de Fire Island e que os humanos da comunidade LGBT também parecem está adoecendo.

## Elenco e personagens

### Principal
- Russell Tovey como Patrick Read
- Joe Mantello como Gino Barelli
- Billie Lourd como Dra. Hannah Wells
- Denis O'Hare como Henry
- Charlie Carver como Adam Carpenter
- Leslie Grossman como Barbara Read
- Sandra Bernhard como Fran
- Isaac Powell como Theo Graves
- Zachary Quinto como Sam
- Patti LuPone como Kathy Pizazz

### Recorrente
- Jeff Hiller como Sr. Whitely
- Quei Tann como Lita
- Clara McGregor como KK
- Brian Ray Norris como Detetive Mulcahey
- Kal Penn como Mac Marzara
- Taylor Bloom como Stewart
- Hale Appleman como Daniel Kanowicz
- Gideon Glick como Cameron Deitrich

### Convidado
- Lee Aaron Rosen como Comandante Ross
- Jared Reinfeldt como John 'Sully' Sullivan
- Kyle Beltran como Morris
- Brian Cheney como Prefeito
- Danny Garcia como Chefe Manney
- Rebecca Dayan como Alana
- Casey Thomas Brown como Hans Henkes
- Sis como Dunaway
- Ralph Adriel Johnson como Frankie Del Rios
- Alexandre Bagot como Tom
- Kieran Brown como Patrick Read jovem
- Chris Henry Coffey como Pai de Patrick

## Episódios
| N.º na série | N.º na temp. | Título                                                        | Dirigido por   | Escrito por                             | Exibição original      | Audiência (milhões) |
| --- | ------------ | ------------------------------------------------------------- | -------------- | --------------------------------------- | ---------------------- | ------------------- |
| 114 | 1            | "Something's Coming" "(Algo Está Vindo)"                      | John J. Gray   | Ryan Murphy e Brad Falchuk              | 19 de outubro de 2022  | 0,38                |
| Mortes e desaparecimentos misteriosos aumentam na cidade. Uma médica faz uma descoberta assustadora e um repórter local se torna a manchete de amanhã. |              |                                                               |                |                                         |                        |                     |
| 115 | 2            | "Thank You for Your Service" "(Obrigado Pelo Seu Serviço)"    | Max Winkler    | Ned Martel, Charlie Carver e Manny Coto | 19 de outubro de 2022  | 0,27                |
| Gino lida com seu trauma. A busca de Patrick o leva a lugares sombrios. Uma estranha entra em contato com Hannah com um grave aviso.                   |              |                                                               |                |                                         |                        |                     |
| 116 | 3            | "Smoke Signals" "(Sinais de Fumaça)"                          | John J. Gray   | Brad Falchuk e Manny Coto               | 26 de outubro de 2022  | 0,37                |
| Sem ajuda da polícia de New York, Gino é forçado a obter respostas. Um acontecimento traumatizante aproxima suspeitos perigosos mais do que nunca.     |              |                                                               |                |                                         |                        |                     |
| 117 | 4            | "Black Out" "(Blecaute)"                                      | Jennifer Lynch | Ned Martel e Charlie Carver             | 26 de outubro de 2022  | 0,27                |
| À medida que a escuridão consome a cidade, o mal se enraíza nos lugares mais improváveis.                                                              |              |                                                               |                |                                         |                        |                     |
| 118 | 5            | "Bad Fortune" "(Má Sorte)"                                    | Paris Barclay  | Our Lady J e Jennifer Salt              | 2 de novembro de 2022  | 0,26                |
| Hannah recebe notícias preocupantes enquanto Patrick sofre uma perda. O morador mais perigoso da cidade revela seus verdadeiros motivos.               |              |                                                               |                |                                         |                        |                     |
| 119 | 6            | "The Body" "(O Corpo)"                                        | John J. Gray   | Brad Falchuk, Manny Coto e Our Lady J   | 2 de novembro de 2022  | 0,19                |
| Um evento arrepiante do passado de Patrick retorna para assombrá-lo. Gino e Henry estão determinados a descobri-lo a qualquer custo.                   |              |                                                               |                |                                         |                        |                     |
| 120 | 7            | "The Sentinel" "(A Sentinela)"                                | Paris Barclay  | Our Lady J e Manny Coto                 | 9 de novembro de 2022  | 0.27                |
| A busca de Patrick chega a uma conclusão épica. O grupo muda seu foco, mas um plano diferente está reservado para Hannah.                              |              |                                                               |                |                                         |                        |                     |
| 121 | 8            | "Fire Island" "(Fire Island)"                                 | Jennifer Lynch | Ned Martel, Charlie Carver e Our Lady J | 9 de novembro de 2022  | 0.15                |
| Eventos aterrorizantes em Fire Island rompem o grupo e os forçam a reconsiderar tudo.                                                                  |              |                                                               |                |                                         |                        |                     |
| 122 | 9            | "Requiem 1981/1987 Part One" "(Requiem 1981/1987 Parte Um)"   | Our Lady J     | Our Lady J                              | 16 de novembro de 2022 | 0.28                |
| À medida que a vitalidade expira, dois velhos amigos são conduzidos por jornadas únicas de retrospecção.                                               |              |                                                               |                |                                         |                        |                     |
| 123 | 10           | "Requiem 1981/1987 Part Two" "(Requiem 1981/1987 Parte Dois)" | Jennifer Lynch | Ned Martel e Charlie Carver             | 16 de novembro de 2022 | 0.19                |
| A dor e o perigo dominam Gino. A descoberta de uma tragédia torna-se uma revelação para Adam.                                                          |              |                                                               |                |                                         |                        |                     |

## Produção

### Desenvolvimento
Em 9 de janeiro de 2020, American Horror Story foi renovada para a décima terceira temporada. Em 2 de agosto de 2022, o presidente da FX, John Landgraf, afirmou que a décima primeira temporada estrearia no outono boreal. Em 29 de setembro de 2022, a FX anunciou que o título da temporada seria NYC e que estrearia em 19 de outubro de 2022.

### Escolha de elenco
Em 9 de agosto de 2022, Billie Lourd, Isaac Powell, Sandra Bernhard e Charlie Carver foram vistos filmando a décima primeira temporada. Em 10 de agosto de 2022, o site Deadline confirmou o retorno dos atores Zachary Quinto e Patti LuPone à série junto com o novo membro Joe Mantello. Em 29 de agosto de 2022, Denis O'Hare confirmou através do seu Twitter que retornaria para a décima primeira temporada. Em 29 de setembro de 2022, Leslie Grossman e Rebecca Dayan foram confirmadas para retornar à série junto com os novos membros Russell Tovey e Kal Penn. Em 10 de outubro de 2022, Sis e Kyle Beltran juntaram-se ao elenco da décima primeira temporada.

### Filmagens
As filmagens começaram em junho de 2022.